# Olivierus gorelovi
Espèce
Synonymes
- Mesobuthus gorelovi Fet, Kovařík, Gantenbein, Kaiser, Stewart & Graham, 2018

Olivierus gorelovi est une espèce de scorpions de la famille des Buthidae.

## Distribution
Cette espèce se rencontre au Turkménistan et dans le Sud de l'Ouzbékistan.

## Description
Le mâle holotype mesure 51,93 mm et la femelle paratype 67,92 mm.

## Systématique et taxinomie
Cette espèce a été décrite sous le protonyme Mesobuthus gorelovi par Fet, Kovařík, Gantenbein, Kaiser, Stewart et Graham en 2018. Elle est placée dans le genre Olivierus par Kovařík en 2019.

## Étymologie
Cette espèce est nommée en l'honneur de Yuri Gorelov.

## Publication originale
- Fet, Kovařík, Gantenbein, Kaiser, Stewart & Graham, 2018 : « Revision of the Mesobuthus caucasicus Complex from Central Asia, with Descriptions of Six New Species (Scorpiones: Buthidae). » Euscorpius, no 255, p. 1-77 (texte intégral).